# 1537
1537 (MDXXXVII) var ett normalår som började en måndag i den julianska kalendern.

## Händelser

### Januari
- 6 januari – Alessandro de Medici mördas.

### Mars
- 12 mars
  - Staden Recife grundas av portugiserna i Brasilien.
  - Vasaskolan i Gävle, Sverige anläggs.[1]

### April
- 13 april – Gustav Vasa förbjuder smålänningarna att hugga ved, jaga och anlägga nybyggen i allmänningsskogarna.

### Augusti
- 15 augusti – Staden Asunción grundas av spanjorerna.[2]

### December
- 17 december – Paulus III bannlyser Henrik VIII och lyser interdikt över England.

### Okänt datum
- Gripsholms slott befästs för att bli Vasaättens stamborg.
- Olaus Petris lilla katekes utkommer.
- Staden Bangalore grundas i Indien.
- Påven Paulus III utfärdar encyklikan Sublimis Deus, där indianer förklaras ha själ och böra behandlas som människor.
- Manco II grundar indianstaten i Vilacampa i Peru.
- Portugiserna för med sig potatisen till Europa.
- Krig utbryter mellan turkarna och Republiken Venedig.

## Födda
- 12 oktober
  - Edvard VI, kung av England och Irland 1547–1553
  - Jane Grey, regerande drottning av England och Irland 10–19 juli 1553
- 5 december – Ashikaga Yoshiaki, shogun
- 20 december – Johan III, kung av Sverige 1568–1592

## Avlidna
- 6 januari – Baldassare Peruzzi, arkitekt från Siena
- 7 juli – Madeleine av Valois, drottning av Skottland sedan 1 januari detta år (gift med Jakob V) (född 1520)
- 24 oktober – Jane Seymour, drottning av England sedan 1536 (gift med Henrik VIII) (barnsäng)
- Lorenzo di Credi, florentinsk målare.

### Fotnoter
1. ↑  Det hände i dag
2. ↑  Statesmen